# Rogaczewo Małe
Rogaczewo Małe – wieś w Polsce położona w województwie wielkopolskim, w powiecie kościańskim, w gminie Krzywiń.
W okresie Wielkiego Księstwa Poznańskiego (1815-1848) miejscowość wzmiankowana jako Rogaczewo Małe należała do wsi większych w ówczesnym pruskim powiecie Kosten rejencji poznańskiej. Rogaczewo Małe należało do okręgu krzywińskiego tego powiatu i stanowiło część majątku Rogaczewo, którego właścicielką była wówczas (1846) Skórzewska. W skład majątku Rogaczewo wchodziła także wieś Moszczenno (1 dom, 13 osób). Według spisu urzędowego z 1837 roku Rogaczewo Małe liczyło 200 mieszkańców, którzy zamieszkiwali 16 dymów (domostw).
W latach 1975–1998 miejscowość administracyjnie należała do województwa leszczyńskiego.
Zobacz też: Rogaczewo Wielkie